# 降圧薬

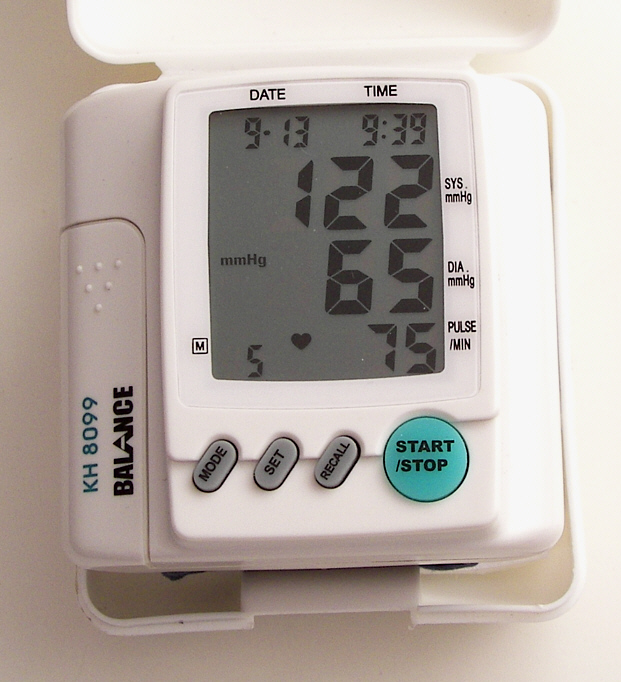
血圧の管理は二次的疾患の発症予防のために重要である。

降圧薬（こうあつやく、英: Anti-hypertensive）は、医薬品の分類の一つ。高血圧治療薬（こうけつあつちりょうやく）とも呼ばれる。

## 降圧治療
高血圧治療の目的は、血圧が高い状態が持続することでもたらされる脳心血管病の発症・進展・再発を抑制し、それによる死亡を減少させ、QOLの保持など健康な日常生活を支援する点にある。
血圧変動には日内変動から経年変化まで多様な周期的要素を含む。米国心臓協会（AHA）と米国心臓病学会（ACC）の2017年のガイドラインでは24時間自由行動下血圧測定（ABPM）を重視する立場を明確にしている。また、白衣高血圧と呼ばれる家庭血圧と診療室血圧の値がそれぞれ異なる値を示す状態が東北大学の今井らによって行われた大迫研究により明らかにされており、ガイドラインにおいても考慮されている。
公衆衛生上は高血圧者の血圧管理改善により、国民全体の高血圧有病率を低下させ、循環器疾患の発症率を低下させる目的がある。先述の米国心臓協会（AHA）と米国心臓病学会（ACC）の2017年のガイドラインで、米国では高血圧と判断される成人が全体の46%前後となる1億300万人を超えるとみられている。日本では、厚生労働省が行った2014年の調査によれば、日本の高血圧人口は1010万8000人に及ぶとも言われ、もはや国民的な疾患であると言える。2021年のメタ分析では、アジアでは降圧薬をスキップする傾向があるという。
体内で生成される降圧物質はヒスタミンなどである。

### 治療薬選択の大まかな考え方
アドヒアランス向上のため原則としては1日1回投与のものを選ぶ。
降圧薬を1日1回服用する際、朝よりも寝る前に服用するほうがハザード比0.55、6年間の心血管イベントに対するNNT=20と死亡率と罹患率を有意に減少させた。
降圧薬の投与量は低用量から開始する。
低用量から高用量への増加よりもシナジーを期待して併用療法を行った方が効果が高いと考えられている。
II度以上（160/100mmHg 以上）の高血圧では最初から併用療法を考慮する。
併用法としてはRA系抑制薬とCa拮抗薬、RA系抑制薬と利尿薬、Ca拮抗薬と利尿薬、βブロッカーとCa拮抗薬などがあげられる。
最初に投与した降圧薬で降圧効果が得られなければ作用機序の異なる降圧薬に変更する。
高血圧の薬物治療は通常、単剤あるいは低用量の2剤から開始され、降圧作用が不十分な場合には用量の増大か多剤への変更、異なる作用機序を持つ降圧薬との併用療法などが行われる。
降圧薬は多種存在し、またこれらの作用機序・薬効・薬価は様々である。
高血圧の初期薬物治療において、どのような薬物を用いるかは大規模な臨床試験の結果やガイドラインに沿って行われる。高血圧の診療ガイドラインはWHO/ISH（国際高血圧学会）によるものと米国のJNC7が国際的に主流であり、JNC7では利尿薬#チアジド系利尿薬が他のグループと比較して安価で大きな治療効果が得られることから、その使用が推奨されているが、治療薬は個々の患者の病歴や合併症の有無などを考慮した上で選択される。
日本においても日本高血圧学会による高血圧治療ガイドラインが2004年に作成されており (JSH2004) 、2009年1月に改訂版 (JSH2009) 、2014年2月に改訂版 (JSH2014)が発行された。国際ガイドラインは欧米での臨床試験をもとに作成されているため、日本人の高血圧治療に当てはめるには不向きな点もあるが、新ガイドラインであるJSH2009ではCASE-J試験やJIKEI-Heart試験、JATOS試験等の国内の臨床試験のデータがエビデンスとして盛り込まれた。
高血圧の患者では薬物を長期に渡って服用することになり、降圧薬の併用に加えて合併症に対する治療薬も数多く処方され結果として10種類を超えるような薬剤を服用している場合も少なくない。ADVANCE試験により合剤の有用性が示され、日本においてもARBと利尿薬の合剤が認可されている。このような複雑な処方を受けている患者に対して合剤を用い、少しでも薬の種類を少なくすることがアドヒアランスの改善に結びつくと考えられている。

#### 認知機能の低下を予防する
2型または4型のアンジオテンシンII受容体を刺激する降圧薬も認知機能の低下を防ぐ可能性があり、そもそも高血圧自体が認知機能の低下と関連しているとのことである。また、血圧を120/80以下に維持することで認知機能の低下を防ぐことができるという研究もある。

### 費用対効果の問題
高血圧治療は一般的に長期にわたり、患者にとっても社会にとっても経済的負担が大きくなるため、経済的側面の考慮が必要になる。この場合の医療費には、直接の降圧療法の費用だけでなく、診察、検査、脳心血管系合併症の治療などの費用を含める。そして、無治療やプラセボの場合、各種の治療薬を使用した場合をそれぞれ比較し症状に応じた費用対効果の評価を行う。

## 治療薬の種類

### 利尿薬
利尿薬（利尿降圧薬）は尿量を増加させるための医薬品である。そもそも尿とは血液中の不純物を除去するための機構であり、生体内で産生される老廃物は腎臓の糸球体で濾過されたのち尿中に排出される。一方、尿は体外への水分排泄の役割も担っている。尿量が少なく循環血液量が多い状態では血圧が高くなるため、利尿薬による水分排泄は降圧効果を示す。
糸球体濾過を受けた血液由来の水分は尿細管へと移行する。尿細管は糸球体に近い方から近位尿細管、ヘンレ係蹄（下行脚および上行脚）、遠位尿細管、集合管と呼ばれ、膀胱へと流れ込む。糸球体濾過を受けた水分（原尿）の9割はこれらの尿細管壁から回収されることが知られている。これを再吸収と呼び、再吸収を免れた水分のみが膀胱へと流れつき、尿として排泄される。尿の再吸収はまず尿細管壁に存在するイオン交換体によってナトリウムイオン (Na+) の再吸収によって尿細管内外に浸透圧差が作られることにより始まる。この浸透圧差を補正するためにNNa+に付随して水も尿細管外へ移動することになり、結果として水分の再吸収が行われる。現在発売されている利尿薬はこれらのイオン交換体の機能を調節することにより水分の再吸収を抑制し、尿量を増加させるものである。

#### チアジド系利尿薬

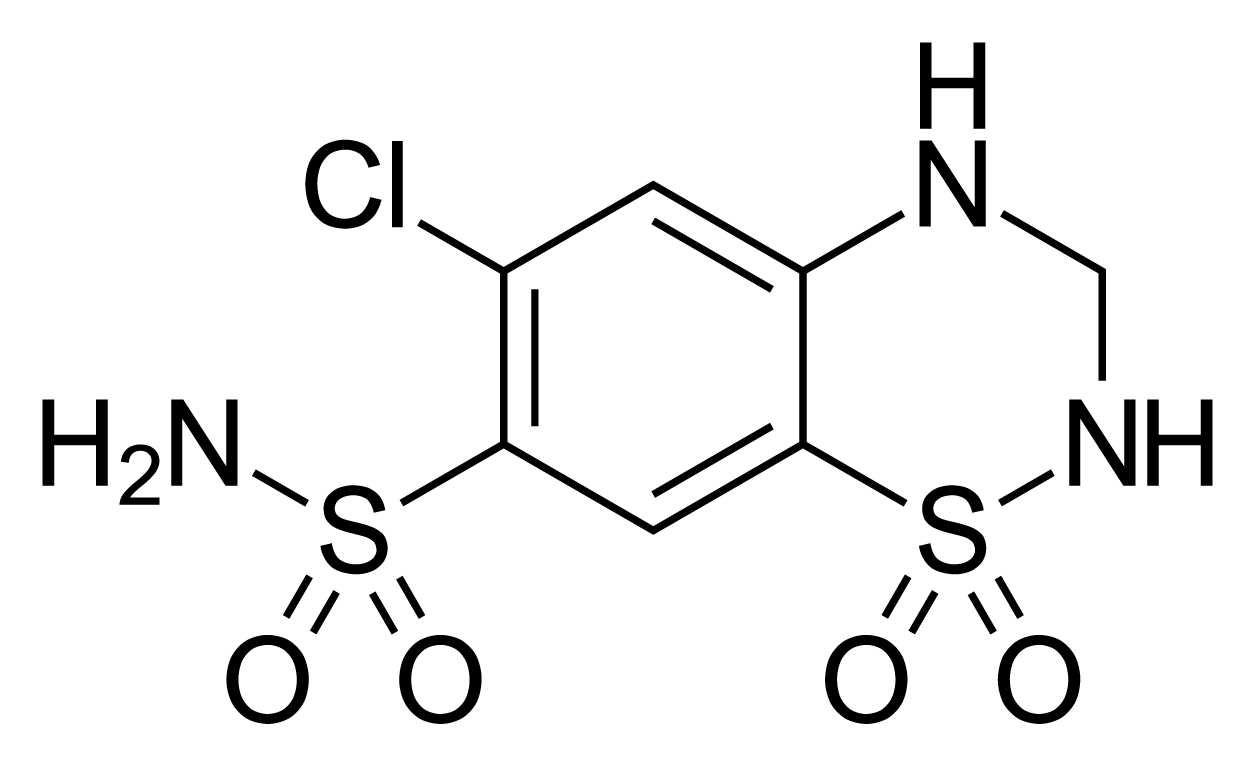
ヒドロクロロチアジド。

チアジド系利尿薬は遠位尿細管においてNa+およびCl-の再吸収を阻害する。上記に示した通りチアジド系利尿薬はアメリカのガイドライン (JNC7) においてその使用が推奨されており、中程度の利尿作用を有する。併用薬としての低用量のチアジド系利尿薬の使用は有効であるということがALLHAT試験で明らかになっている（ただしALLHATで用いられたエビデンスのあるチアジド系利尿薬はクロルタリドン）。この場合は利尿薬としての使用量よりも少ないことに注意が必要である。
チアジド系利尿薬は添付文章上は腎機能障害（Cr ≧ 2.0）、低カリウム血症、痛風が認められる場合は使用禁忌であり、妊娠、耐糖能機能障害の場合は慎重投与ということになっている。しかしこれは利尿薬として使用する場合であり、降圧薬としてチアジド系利尿薬を用いる場合は利尿作用を期待する場合の1⁄4〜1⁄2量の併用となるため低カリウム血症、高尿酸血症、耐糖能障害といった不利益は最小限に抑えることができるとされている。それでも障害が重度の場合はカリウム保持性利尿薬やロサルタン、シルニジピン、アロプリノールを併用する場合もある。ただ、作用機序の問題からCr ≧ 2.0で降圧効果、利尿効果ともに無効になってしまうことは変わりない。
低用量チアジド系利尿薬は短期的には循環血症量を減少させるが長期的には末梢血管抵抗を低下させることで降圧を行うと考えられている。ADVANCE studyではACEとチアジド系利尿薬の併用薬と偽薬を比較しアドビアランスは同等であったため、利尿作用による不便さは長期的には問題とならないことが示唆されている。
代謝面の不利益から単純に高血圧治療を行うときにはβブロッカーとの併用は推奨されていない。また腎障害時（Cr ≧ 2.0）で利尿薬を使用する場合はループ利尿薬となるが、利尿作用が強い割に降圧作用は弱い傾向がある。ただし、鬱血性心不全が認められるときは鬱血の解除には有効であるためループ利尿薬を積極的に使用する。
代謝性アルカローシスは、明らかな血圧降下作用を惹起すると指摘されている。この作用がチアジド系降圧剤の降圧機序の一因子であることが指摘されている。
プレミネントなどARBとチアジド系利尿薬との合剤も販売されている
- トリクロルメチアジド（Trichlormethiazide、フルイトランなど、一日 1〜2mg）
- ヒドロクロロチアジド（Hydrochlorothiazide、ダイクロライドなど、一日 12.5〜25mg）
- チアジド類似利尿薬
  - メフルシド (Mefruside)
  - インダパミド（Indapamide、ナトリックス）- 最もエビデンスの報告されている利尿薬
  - メチクラン (Meticrane)
  - クロルタリドン (Chlortalidone)
  - トリパミド (Tripamide)

#### ループ利尿薬

フロセミド。

ループ利尿薬は強力な利尿作用を有しているが、降圧作用はそれほど強くない。ヘンレ係蹄上行脚においてNa+の再吸収に関与しているNa+/K+/2Cl−共輸送系を阻害する。これにより尿細管内外の浸透圧差が緩和され、下行脚における水の再吸収が抑制される。
- フロセミド（Furosemide、ラシックス）
- トラセミド（Torasemide、ルプラック）
- ブメタニド (Bumetanide)
- エタクリン酸 (Ethacrynic Acid)

#### カリウム保持性利尿薬

スピロノラクトン。

多くの利尿薬はナトリウムの再吸収阻害と共にカリウムの排泄増加を引き起こし、低カリウム血症を副作用としてもつ。カリウム保持性利尿薬は他の利尿薬とは逆にカリウムの補充を行うことができるため、併用することにより血中カリウム値の維持が可能となる。
カリウム保持性利尿薬であるスピロノラクトンはステロイドホルモンの一種であるアルドステロンと受容体との結合において拮抗し、Na+/K+交換系の活性化を抑制する。一方、トリアムテレンは集合管においてNa+チャネルを活性化し、細胞内Na+量を増加させる。これによりNa+/K+交換系は抑制される。カリウム保持性利尿薬はこれらの機序を介して利尿作用と血中K+増加作用を示す。
- スピロノラクトン（Spironolactone、アルダクトンA）
- トリアムテレン (Triamterene)
- エプレレノン (Eplerenone、セララ）

### カルシウム拮抗薬
カルシウム拮抗薬（英: Calcium Channel Blocker, CCB）は、血管平滑筋細胞の細胞膜上に存在する電位依存性カルシウム (Ca) イオンチャネルを阻害する薬物であり、その化学構造からジヒドロピリジン系と非ジヒドロピリジン系に細分類される。筋肉の収縮にはイオンチャネルを介した細胞内へのCa2+の取り込みが大きな役割を担っており、Ca2+の取り込みが低下すると平滑筋の収縮が減弱化し、血圧の低下につながる。
2008年時点では、臨床での使用目的に発売されているカルシウム拮抗薬は全てL型カルシウムチャネルを阻害するものであるが、カルシウム拮抗薬の中でもシルニジピンのみ交感神経細胞膜に存在するN型カルシウムチャネルも阻害する作用がある。
下記に示した以外に非ジヒドロピリジン系の薬剤としてベラパミルが知られているが、日本では高血圧に対する適応は認可されておらず、不整脈や虚血性心疾患に対して用いられている。血管への作用としては静脈より動脈の平滑筋に作用が強く出る。特に細動脈レベルで効果が発現していると考えられている。腎臓では輸入細動脈の拡張を行うため、糸球体内圧を上昇させる可能性があり、腎硬化症の進展予防としては相応しくないと考えられている。
心臓では洞房結節の興奮頻度の減少や房室結節の伝導抑制が効果があることが知られている。効果発現が比較的早いため、その他の薬物を積極的に用いる理由がない場合に第一選択として用いられることが多い。
カルシウム拮抗薬は薬物代謝酵素であるCYP3A4を介した代謝を受けることが知られており、同酵素を阻害する薬物の併用により血中濃度の上昇が生じる可能性がある。またグレープフルーツやグレープフルーツジュース中に含まれる成分も小腸粘膜のCYP3A4を阻害することが知られており、CCBを服用中の患者に対しては、グレープフルーツやグレープフルーツジュースの摂取を避けるように指導する。
カルシウム拮抗薬で降圧薬として用いられるのはジヒドロピリジン系である。冠痙縮（異型狭心症）が多い日本では第一選択となる場合が多い。カルシウム拮抗薬は降圧効果が高く、利尿薬、βブロッカーよりも脳卒中の発症のリスクが低くなることが知られている。特にアムロジピンは最も半減期が長く、長時間作用型であり、血管拡張に伴う反射性の交感神経刺激作用が少ないため頻用されている。しかしアムロジピンには腎機能悪化抑制効果、蛋白尿抑制効果は少ないとされている。蛋白尿抑制効果はシルニジピン（アテレック）、エホニジピン（ランデル）、アゼルニジピン（カルブロック）で報告されている。
近年ではエビデンス、医療経済の面から利尿薬も再評価されているが、高尿酸血症の改善作用を持つカルシウム拮抗薬はほとんどない。例外はシルニジピンであり、尿酸低下作用をもち、利尿薬と併用しやすい（ARBではロサルタンのみが尿酸低下作用を持ち、利尿薬との合剤が発売されている）。

#### ジヒドロピリジン系

アムロジピン。

ニフェジピン（アダラートなど）やニカルジピン（ペルジピンなど）やアムロジピン（アムロジンやノルバスク）が含まれる分類である。
ニフェジピンはL型カルシウムチャネルのN部位に結合する。血管拡張作用、降圧作用が強く、心筋への作用がほとんどない。高血圧や冠動脈痙縮症、狭心症でよく用いられる。陰性変力作用や催不整脈作用はほとんどないと考えられている。
ニフェジピンは作用発現が早すぎて、心拍数の上昇が認められることがあったが、アダラートLなどは徐放剤とすることでその問題点を克服している。
アダラートカプセルは徐放剤ではないため高血圧緊急症における迅速な降圧の際に以前は用いられたが、過剰な降圧を来したり、かえって虚血性心疾患を誘発したりする可能性があると言う欠点がある。ニカルジピンは安定した点滴静注が可能である。
ペルジピンの1アンプルは10mg/10mlである。維持量が2〜10γであるため、体重が50kgならば1γは原液で3ml/hrに相当する。原液2ml/hrから開始しスケーリング対応で2〜20ml/hrの範囲で維持することが多い。副作用に頻脈性不整脈があるため心不全を合併している場合は0.5γである1.5ml/hrという低用量からスタートすることが多い。
- アムロジピン（Amlodipine アムロジン、ノルバスクなど）
- フェロジピン (Felodipine)
- ニカルジピン（Nicardipine、ペルジピンなど）
- ニフェジピン（Nifedipine、アダラートなど）
- ニモジピン (Nimodipine)
- ニトレンジピン (Nitrendipine)
- ニルバジピン (Nilvadipine)
- アラニジピン (Aranidipine)
- アゼルニジピン（Azelnidipine、カルブロックなど）
- マニジピン（Manidipine、カルスロットなど）
- バルニジピン (Barnidipine)
- エホニジピン（Efonidipine、ランデルなど）
- シルニジピン（Cilnidipine、アテレックなど）
- ベニジピン（Benidipine、コニールなど）

#### 非ジヒドロピリジン系
ベンゾチアゼピン系とフェニルアルキルアミン系が含まれるがフェニルアルキルアミン系は降圧薬として使用することはほとんどない。ベンゾチアゼピン系にはジルチアゼム（ヘルベッサーなど）が含まれる。ジルチアゼムはL型カルシウムチャネルのD部位に結合する。ベラパミルが結合するV部位とは重なっているため、併用すると効果が落ちる原因となる。
心臓にも血管にも作用する。マイルドな降圧、徐脈作用を期待するときに用いることがある。
房室伝道の抑制、徐脈の作用としてはベラパミルに劣るため、PSVTの停止などではあまり用いない。静注を行うのは高血圧性緊急症と不安定狭心症の時が多い。ヘルベッサー1アンプルには50mgが含まれているために3Aを5%ブドウ糖液で溶解させると1.5mg/mlとなる。体重が50kgの場合は1γが3mg/hrとなるため2ml/hrで投与すると1γ投与となる。高血圧性緊急症では5〜15γで不安定狭心症では1〜5γで維持される。ベンゾチアゼピン系とベンゾジアゼピン系は名称が似ているが全く異なる
- ジルチアゼム (Diltiazem)

### アンジオテンシン変換酵素阻害薬 (ACEI)

カプトプリル。

アンジオテンシン変換酵素 (ACE) は生理活性ペプチドであり昇圧作用を有するアンジオテンシンIIの産生に関与している。さらに、ACEは降圧物質であるブラジキニンの分解に関与する酵素キニナーゼIIと同等であり、ACE阻害薬はこの酵素活性を阻害することにより、アンジオテンシンIIの産生抑制とブラジキニンの分解抑制をもたらし、結果として降圧作用を示す。ACE阻害薬は輸出細動脈を拡張させ糸球体内圧を低下させ蛋白尿の減少を行う作用がある（腎保護作用）。このため慢性腎臓病、糖尿病性腎症でよく使用される傾向がある。
ACE阻害薬は心臓のリモデリング防止作用、心筋梗塞の再発予防、心不全患者の予後改善効果があると考えられている。
Ca拮抗薬と同様の脳卒中予防効果もあるとされている。空咳の副作用が有名である。心房細動の抑制効果も知られている。特にイミダプリル（タナトリル）は糖尿病性腎症に適応がある。
- カプトプリル（Captopril、カプトリルなど）
- リシノプリル（Lisinopril、ロンゲスなど）
- エナラプリル（Enalapril、レニベースなど）
- デラプリル (Delapril)
- ペリンドプリル（Perindopril、コバシルなど）
- ベナゼプリル (Benazepril)
- トランドラプリル (Trandolapril)
- キナプリル (Quinapril)
- アラセプリル (Alacepril)
- イミダプリル（Imidapril、タナトリルなど）
- テモカプリル (Temocapril)
- シラザプリル (Cilazapril)

### アンジオテンシン受容体拮抗薬 (ARB)

バルサルタン。

上記の機構により産生されたアンジオテンシンIIはアンジオテンシン受容体を介してその作用を発現することが知られている。
アンジオテンシン受容体にはサブタイプが存在し、アンジオテンシン受容体拮抗薬（英: Angiotensin Receptor Blocker, ARB）の降圧作用はAT1受容体の遮断に基づく。いずれも妊婦への適応は禁忌である。
- ロサルタン（Losartan、ニューロタンなど）
- オルメサルタン（Olmesartan、オルメテックなど）
- テルミサルタン（Telmisartan、ミカルディスなど）
- バルサルタン（Valsartan、ディオバンなど）
- カンデサルタンシレキセチル（Candesartan Cilexetil、ブロプレスなど）
- イルベサルタン（Irbesartan、イルベタン、アバプロなど）
- アジルサルタン（Azilsartan、アジルバなど）

### 直接的レニン阻害薬

アリスキレン。

レニンはアンジオテンシノーゲンからアンジオテンシンIへの変換反応を触媒する酵素であり、血圧のコントロールに関与するレニン-アンジオテンシン系の上流に位置する。
直接的レニン阻害薬 (Direct Renin Inhibitor,DRI) であるアリスキレンはレニンのAsp32とAsp215の両残基に水素結合し、その活性を抑制することで降圧効果を示す十数年ぶりの新しいクラスの降圧薬である。アリスキレンの降圧効果は持続的であり、単剤投与での24時間以上にわたって十分な降圧効果を示すとされており、ACE阻害作用を有していないためにキニン代謝による空咳などの副作用は生じにくいと考えられている。
- アリスキレン（Aliskiren、ラジレスなど）

### 交感神経遮断薬
交感神経の神経筋接合部にはアドレナリン受容体が存在している。アドレナリン受容体は大きくα受容体とβ受容体に分けられ、α受容体は血管平滑筋の収縮を介して血圧上昇に働くα1受容体とシナプス前膜に存在して抑制的なフィードバック機構として働くα2受容体が存在する。一方、β受容体にはβ1-3の三種類のサブタイプが存在し、β1受容体を介した心機能亢進作用やβ2受容体を介した血管平滑筋弛緩作用が血圧の制御において重要である。

#### α受容体遮断薬

プラゾシン。

α受容体の遮断薬には非選択的にα受容体を遮断するものと選択的にα1受容体のみを遮断するものが存在する。
非選択的遮断薬であるトラゾリンおよびフェントラミンはα2受容体に対しても阻害作用を示すことから、α2受容体を介した抑制的フィードバックが外れ、シナプス前膜から神経伝達物質であるノルアドレナリンの放出が促進される。このノルアドレナリンが循環血中を回り心臓などへ辿りつくとβ受容体の刺激を引き起こし、副作用の原因となる。
一方、α1受容体の選択的な遮断薬はα2受容体遮断作用を持たないことから、このような副次的な効果をもたらしにくい（ただし、副作用が全くないというわけではない）。
αブロッカーには心血管系の抑制効果が報告されていないため、降圧薬の第一選択にはならない。しかし脂質代謝やインスリン抵抗性を改善するため脂質異常症、メタボリックシンドロームを伴う高血圧では併用薬として用いられることが多い。
早朝の血圧上昇が心血管系イベントに関連し、その上昇に交感神経の亢進が関与するとされており早朝高血圧に対してドキサゾシン（カルデナリンなど）が使用されることが多い。また前立腺肥大が合併している時も多用される傾向がある。カルデナリンの場合、アドビアランス不良の原因となるのが起立性低血圧の副作用である場合が多く、高齢者での使用では注意が必要である。カルデナリンの維持量は1日1〜4mg（分1）であるが0.5mgから開始し、徐々に増量していく。起立性低血圧は出現しても数日後に自然消失することも多いが、転倒のリスクがある患者では注意が必要となる。
- トラゾリン (Tolazoline)
- フェントラミン (Phentolamine)
- ドキサゾシン（Doxazosin、カルデナリンなど）
- プラゾシン（Prazosin、ミニプレスなど）
- ブナゾシン（Bunazosin、デタントールなど）
- テラゾシン (Terazosin)
- ウラピジル (Urapidil)

#### β受容体遮断薬

アテノロール。

α受容体遮断薬と同じようにβ受容体遮断薬にも非選択的なものと選択的β1受容体遮断薬が存在する。
例えばプロプラノロールは非選択的なβ受容体遮断薬であるが、血管平滑筋の弛緩効果をもたらすβ2受容体を阻害することはむしろ逆に血圧を上昇させる。しかし、β1受容体阻害による心拍数・心拍出量の減少および腎臓傍糸球体細胞からのレニン放出抑制（血圧低下）とβ2受容体阻害による血圧上昇を比較した場合にβ1受容体の作用が優位であり、結果として血圧は低下する。また、β2受容体は気管支拡張にも関与しており、β2受容体遮断により気道狭窄が引き起こされるため気管支喘息の患者に対しての使用は禁忌とされる。それに対してβ1受容体選択的遮断薬はβ2受容体遮断作用を持たないことから比較的安全に使用することができる。
βブロッカーは他の降圧薬に比べて心血管系イベントの抑制効果は低く、高齢者、耐糖能障害者には第一選択とはならない。しかし心臓のリモデリング作用があるために狭心症、心筋梗塞、頻脈性不整脈、大動脈解離、心不全を合併を合併する高血圧では良い適応となる。併用療法ではサイアザイド系利尿薬との併用は代謝面で不利益があると考えられている。
添付文章上はβブロッカーは喘息、高度徐脈では使用禁忌、耐糖能障害、閉塞性肺疾患、末梢動脈疾患にて慎重投与となっている。
また、脂溶性β遮断薬の場合、悪夢、インポテンツ、うつ病など精神症状の副作用が認められることがある。
βブロッカーの使い分けのパラメータとしてはβ1選択性、内因性交感神経刺激作用 (ISA) 、α遮断作用、脂溶性、水溶性といったものが挙げられる。主な使い分けとしては若年中年の狭心症を合併した高血圧の場合はβ1選択性のあるテノーミン（アテノロール、Atenolol）、メインテート（ビソプロロール、Bisoprolol）、アーチスト（カルベジロール、Carvedilol）などが多用される。高齢者で心拍数の低下が懸念される場合は、レクトール（セリプロロール、Celiprolol）などISAがあるものが多用される。脂質代謝など代謝面への副作用が気になる場合はαβ遮断薬であるアーチスト（カルベジロール）が多用され、慢性腎臓病に対する治療にはセロケン（メトプロロール、Metoprolol）、アーチストが多用される。

#### α1β遮断薬
α受容体遮断薬においては血圧降下に伴いフィードバックとして生じる反射性頻脈が副作用として生じるという問題点があった。しかし、α1β遮断薬は頻脈の原因となるβ1受容体も同時に阻害するため、副作用を未然に防止可能である。
- カルベジロール（Carvedilol、アーチストなど）
- ラベタロール (Labetalol)
- アロチノロール (Arotinolol)
- ベバントロール (Bevantolol)

### α2受容体刺激薬
α2受容体はシナプス前膜に存在し、血圧の上昇に関与しているアドレナリンの放出を抑制的に制御している。妊娠高血圧症候群に対して第一選択薬として用いられることもある。
- クロニジン（Clonidine、アプレゾリンなど）
- メチルドパ（Methyldopa、アルドメットなど）
- グアンファシン (Guanfacine)

### その他
体内生成される血圧降下物質であるヒスタミンの濃度を高める薬効成分として、ベタヒスチンが示唆されている。ベタヒスチンはアメリカ合衆国では注意欠如多動症に対する薬効も臨床試験中である。